# The Order of the Stick
The Order of the Stick (abbreviato in OOTS) è un fumetto umoristico centrato sul gioco di ruolo fantasy Dungeons & Dragons e altri giochi simili, creato dal designer, grafico e designer di giochi Rich Burlew; è disegnato in un deliberato stile a bastoncino. Pubblicato sul web, è ancora in corso, e le nuove strisce appaiono ad intervalli irregolari.
Il fumetto segue le vicende di un gruppo di avventurieri, l'Order of the Stick, che tentano di salvare il mondo da un lich malvagio, ed è ambientato in un mondo che segue (almeno in parte) le regole dell'edizione 3.5 di Dungeons & Dragons; parte dello humour è basata sul fatto che i personaggi sono consapevoli delle regole che governano le loro vite: discutono dei loro punti ferita, dei loro livelli di classe, delle probabilità di fare incontri casuali, e si fermano nel mezzo di un combattimento per controllare i loro modificatori al tiro per colpire.
Dopo essere stato pubblicato su Internet, sono state prodotte anche dieci raccolte in formato cartaceo, alcune delle quali raccolgono strisce già pubblicate, mentre altre propongono contenuti inediti.

## Storia editoriale
La prima striscia di The Order of the Stick fu pubblicata il 29 settembre 2003 su quello che era (al tempo) il sito personale di Rich Burlew, che presentava suoi articoli sul gioco di ruolo; inizialmente l'autore l'aveva concepita come una serie di gag legate alle regole di Dungeons & Dragons, senza una trama che le legasse, ma presto cambiò idea, ed iniziò ad inserire un contesto già nella striscia 13. Il successo del fumetto, che divenne il soggetto più seguito del sito, spinse Burlew ad abbandonare quasi completamente la scrittura di articoli.
Inizialmente le nuove strisce del fumetto erano pubblicate due volte a settimana, il lunedì e il giovedì; quando le prevendite del primo libro consentirono a Burlew di dedicarsi completamente alla scrittura, la frequenza salì a tre strisce per settimana. Dal 2007, il fumetto è stato pubblicato ad intervalli irregolari, a causa di problemi di salute dell'autore.
Il 30 settembre 2005, Burlew annunciò che il fumetto sarebbe apparso anche su Dragon, una delle due riviste ufficiali di Dungeons & Dragons. The Order of the Stick debuttò nel dicembre 2005 nell'ultima pagina della rivista, continuando ad essere pubblicato fino al settembre 2007, quando la rivista cessò le pubblicazioni in formato cartaceo.
La versione di Dragon del fumetto, pur conservando gli stessi sei personaggi principali, li presentava avventurarsi in un dungeon non specificato; nessuno degli antagonisti o dei comprimari apparsi nelle strisce online apparve, ad eccezione dei due avvocati Jones e Rodriguez. Burlew ha affermato che gli eventi di queste strisce avvengono in un universo alternativo rispetto alla pubblicazione principale, e che gli eventi dell'una non hanno effetto su quelle dell'altra. La differenza di continuity tra queste due versioni di OOTS è stata sottolineata umoristicamente nella striscia 475.
All'inizio del 2012, Burlew ha iniziato un progetto Kickstarter per ristampare il terzo libro, War and XPs; il progetto ha raccolto oltre un milione di dollari, la somma più alta raccolta da un'opera creativa, permettendo la ristampa di tutti i libri.

## Trama
Le strisce di The Order of the Stick, ad eccezione di quelle più recenti, sono state in seguito raccolte in quattro libri: Dungeon Crawlin' Fools, No Cure for the Paladin Blues, War and XPs e Don't Split the Party, mentre un quinto (Blood Runs in the Family) è stato annunciato. Due ulteriori libri, On the Origin of PCs e Start of Darkness, contengono materiale inedito, prequel delle altre avventure; l'ultimo, Snips, Snails and Dragon Tales, contiene le strisce pubblicate su Dragon e altro materiale inedito.
La trama segue la suddivisione in libri.

### Dungeon Crawlin' Fools(strisce 1-121)
Sei avventurieri (Roy Greenhilt, guerriero umano; Belkar Bitterleaf, halfling ranger; Durkon Thundershield, nano chierico; Elan, bardo umano; Haley Starshine, ladra umana; Vaarsuvius, elfo mago), che compongono l'Order of the Stick (OOTS), stanno avanzando attraverso un dungeon per sconfiggere un malvagio lich di nome Xykon. Durante l'esplorazione incontrano un altro gruppo di avventurieri, la Linear Guild, guidato da Nale, fratello gemello di Elan, alla ricerca di un talismano; l'OOTS accetta di aiutarli in questa ricerca in cambio del loro aiuto contro Xykon. Una volta in possesso del talismano, tuttavia, Nale tradisce i suoi alleati, e viene fermato solo grazie ad un tiro fortunato. L'OOTS continua così alla volta del lich, il quale ha il suo quartier generale vicino ad un misterioso Portale, che vuole venga attivato da qualcuno "puro di cuore". Nella battaglia, Xykon distrugge la spada di Roy, che riesce però a lanciare il corpo del lich contro un simbolo del portale, distruggendolo; mentre Redcloak, un chierico goblin alleato di Xykon, porta al sicuro il suo filatterio (che contiene la sua "anima") e il gruppo festeggia, Elan attiva un congegno di autodistruzione del dungeon: l'OOTS riesce a scappare, ma il Portale viene distrutto.

### No Cure for the Paladin Blues(strisce 122-301)
Per ricostruire la sua spada, Roy inizia una missione verso una foresta per recuperare un raro metallo caduto da un meteorite. Dopo aver sconfitto un gruppo di banditi, che inizialmente avevano preso prigioniero Elan, il gruppo entra nella tana di un drago nero (che viene ucciso da Vaarsuvius) e recupera il metallo, ma viene arrestato da una paladina, Miko Miyazaki, giunta dalla città di Azure City, con l'accusa di "aver indebolito il tessuto dell'universo". Il gruppo si ferma ad una taverna, dove Roy viene scambiato per un re e diventa il bersaglio di due assassini; nella lotta, il palazzo esplode, e lo shock per la perdita del bottino rende Haley incapace di parlare in modo intelligibile.
Ad Azure City, l'Order of the Stick viene processato con l'accusa di aver distrutto il Portale di Dorukan; per spiegare le conseguenze di questo gesto, Lord Shojo, governante della città, racconta che, prima della creazione, gli dèi erano stati minacciati da un'entità (lo Snarl) capace di ucciderli e che, per imprigionarla, avevano deciso di confinarla all'interno del mondo. In alcuni punti, tuttavia, la trama del mondo si stava sfaldando; sessant'anni prima, un gruppo di avventurieri era riuscito a chiudere questi buchi costruendo cinque portali, e che la loro distruzione avrebbe comportato l'annullamento del mondo. Giudicati innocenti dal padre di Roy (in forma di fantasma), spacciatosi per un'entità celestiale, Lord Shojo spiega che quel processo era stato organizzato per chiedere l'aiuto dell'OOTS per difendere i rimanenti portali, uno dei quali è situato proprio ad Azure City, da Xykon, che vuole tentare di controllare lo Snarl per conquistare il mondo.
Nel frattempo, Xykon (rigeneratosi in forma di scheletro) e Redcloak sono riusciti ad ottenere il controllo di una grande armata di hobgoblin, con la quale intendono invadere Azure City.

### War and XPs(strisce 302-484)
L'OOTS si dirige da un Oracolo per sapere verso quale Portale si dirigerà Xykon; di ritorno verso Azure City, vengono contattati da Nale, che dopo aver riformato la Linear Guild ha preso in ostaggio la sorella sedicenne di Roy, Julia. Il gruppo riesce apparentemente a sconfiggere la Linear Guild ancora una volta, ma Nale riesce a farsi passare per Elan, facendolo imprigionare al posto suo. Elan riesce ad evadere e a ritornare ad Azure City nel momento in cui Nale ed Haley stanno tornando da una cena insieme; Haley, confessando il suo amore per Elan, ritrova la parola, mentre Nale, Sabine e Thog (altri membri della Linear Guild) vengono arrestati. Il giorno dopo, mentre lord Shojo e l'OOTS discutono di strategia, Miko Miyazaki ritorna in città riferendo di aver visto l'armata di Xykon ma, entrando nella sala del trono, travisa la discussione ed uccide lord Shojo, perdendo istantaneamente i suoi poteri da paladino.
Il giorno dopo, Xykon e l'armata di hobgoblin attaccano la città: mentre gli attaccanti riescono ad aprire delle brecce nelle mura ed attaccano con la fanteria, Xykon tenta di arrivare alla sala del trono su un drago-zombi volante; dopo averlo scoperto, Roy salta sul drago per sconfiggerlo, ma il lich riesce a farlo precipitare a terra, uccidendolo. Xykon si dirige nella sala del torno, dove viene affrontato dai fantasmi dei paladini morti della Sapphire Guard; poco dopo, gli hobgoblin riescono a travolgere la resistenza dei soldati e ad occupare la città. Xykon, raggiunto da Redcloack, viene quasi sconfitto dal fantasma di Soon, fondatore della Sapphire Guard, quando il Portale viene distrutto da Miko, evasa di prigione durante l'attacco e convinta di salvare il mondo; con la distruzione del Portale, Soon non può più agire nel mondo reale, e Xykon si salva.
Per recuperare il corpo di Roy, in modo da poterlo risuscitare, Haley e Belkar si avventurano fuori dalla mura, mentre il resto dell'OOTS va verso il porto, dove è ancorata l'ultima nave della flotta di Azure City; sotto attacco, la nave è però costretta a salpare, lasciando Haley e Belkar indietro.

### Don't Split the Party(strisce 485-672)
Nell'aldilà, Roy viene giudicato degno di accedere al paradiso, provocando la rabbia di suo padre, che invece non può entrarvi per non aver compiuto la sua vedetta contro Xykon; una volta lì, incontra sua madre e suo fratello (morto in tenera età), ma, pur essendovi felice, ritorna indietro da suo padre quando si accorge che sono già passati più di tre mesi senza che sia stato risuscitato, iniziando a scrutare, con l'aiuto del padre, i suoi compagni.
Nel frattempo, ad Azure City Haley e Belkar hanno formato un movimento di resistenza contro l'occupazione goblin; di ritorno da una missione, Haley spezza involontariamente un talismano dato a Roy da Celia, evocandola. Celia convince Haley a lasciare Azure City per cercare un chierico che possa risuscitare Roy, senza aspettare il resto del gruppo; il viaggio li conduce a Greysky City, dove Haley aveva fatto parte di una gilda di ladri. A causa di un equivoco, Roy viene trasformato in un golem; i tre vengono contemporaneamente attaccati dai ladri della gilda, che non perdonano ad Haley il tradimento di avere lasciato la stessa. Dopo che il gruppo li ha quasi sconfitti, Celia negozia un accordo perché la gilda li aiuti a recuperare il corpo di Roy.
Ad Azure City, Redcloak tortura O-Chul, un paladino catturato durante la battaglia, per ottenere informazioni sugli altri Portali, ma senza successo; O-Chul diventa inoltre amico del Mostro nell'Oscurità.
Elan, Durkon e Vaarsuvius hanno intanto viaggiato con la flotta dei profughi di Azure City, che non hanno ancora trovato un luogo dove stabilirsi; vengono inoltre costantemente attaccati da mostri acquatici controllati da un diavolo imp alleato di lord Kubota, un nobile che aspira a governare sul popolo di Azure City. Lord Kubota viene sconfitto grazie anche al tradimento di una sua assassina, infatuatasi di Elan; al termine della battaglia, Vaarsuvius decide tuttavia di lasciare la flotta per concentrarsi meglio e creare una magia per rintracciare Haley e Belkar. Una volta lontano, viene attaccato da un drago nero, padre del drago ucciso da Vaarsuvius, che minaccia di uccidere i suoi figli; per evitarlo, Vaarsuvius sigla un patto con tre potenze infernali (che si fanno chiamare IFCC) per legare a sé le anime di tre potenti incantatori, in cambio dell'uso della sua anima in futuro. Grazie al patto, Vaarsuvius sconfigge il drago, e, spinto dalla vendetta, usa un potente incantesimo (Familicide, letteralmente familicidio) per uccidere chiunque avesse sangue in comune con il drago; tornato alla flotta, la teletrasporta in un luogo adatto alla colonizzazione e poi si trasporta ad Azure City per sconfiggere Xykon. Durante la battaglia, O-Chul riesce a fuggire di prigione e ad impossessarsi del filatterio del lich; lo affida poi al famiglio di Vaarsuvius (un corvo) che lo getta nelle fogne della città. Vaarsuvius e O-Chul, sul punto di essere uccisi da Xykon, vengono teletrasportati indietro dal Mostro dell'Oscurità, dove Roy è stato appena risuscitato.

### Blood Runs in the Family(strisce 673-946)
L'OOTS si dirige verso il Portale di Girard, situato nel deserto. Giunti alle coordinate, però, un messaggio li informa che Girard aveva mentito sulla posizione del portale, non fidandosi di Soon; il gruppo inizia quindi a cercare informazioni nelle città vicine. In una di esse Elan, Haley e Vaarsuvius sono catturati da due cacciatori di taglie, che scambiano Elan per Nale; giunti a palazzo, scoprono che il vero padrone della città è Tarquin, il padre di Elan, che organizza una festa e dei giochi in suo onore; Roy e Belkar, intanto, vengono arrestati per mancanza di documenti, e costretti a combattere come gladiatori. Durante la festa, mentre Roy combatte contro Thog, gli altri membri del gruppo vengono attaccati dalla Linear Guild, riuscendo a sconfiggerla grazie all'aiuto di Malack, alto sacerdote della città e da lungo tempo alleato di Tarquin. Per la vittoria di Roy contro Thog, lui e Belkar vengono rilasciati insieme al padre di Haley (che era prigioniero di Tarquin), e l'OOTS procede verso un canyon dove dovrebbe, secondo informazioni raccolte da Tarquin, il Portale di Girard. Una volta partiti, Tarquin cattura Nale, il quale gli rivela la storia dei portali; Tarquin e Malack decidono quindi di unirsi alla Linear Guild per sottrarre il controllo del Portale all'OOTS.
Nel frattempo, ad Azure City, Redcloak (grazie ad un infiltrato) riesce a recuperare il filatterio di Xykon e, contemporaneamente, a distruggere la resistenza; tornato nel suo studio, viene affrontato da Tsukiko (una teurga mistica reclutata da Xykon), che lo accusa (giustamente) di star complottando contro Xykon; Redcloak allora la uccide, e poi consegna a Xykon un falso filatterio, tenendo quello vero per sé.
Nel canyon dove sono stati indirizzati da Tarquin, l'OOTS riesce a localizzare la base di Girard, una ziggurat, ma scopre che tutti i membri della sua famiglia sono morti. Vaarsuvius, trovato un albero genealogico inciso su un muro, comprende che sono stati uccisi dal suo Familicidio, in quanto Girard discendeva da un drago nero; allontanatosi dal gruppo in preda alla disperazione, cade in una trappola. Poco dopo, l'OOTS viene attaccato dalla Linear Guild, che li costringe a rifugiarsi all'interno della ziggurat; qui Roy organizza un'imboscata, riuscendo a costringere gli avversari (con l'eccezione di Malack, che era rimasto separato dagli altri) a teletrasportarsi via. Continuando ad inoltrarsi nella ziggurat, l'Ordine si trova davanti ad una porta piena di trappole magiche; mentre Haley tenda di disinnescarle, una di queste si attiva, evocando un cane demoniaco. Nell'affrontarlo, Belkar si ritrova separato dal gruppo e si imbatte in Malack; questi, dopo averlo facilmente paralizzato, si rivela come vampiro e inizia a succhiargli il sangue. Durkon arriva a salvarlo, ma nel seguente duello Malack lo uccide e lo trasforma in vampiro, risparmiando l'halfling.
Belkar, sebbene debilitato, riesce a riunirsi al resto dell'Ordine; dopo un momento di scoramento, Roy decide di continuare verso il Portale. Dopo aver superato una complessa illusione, l'OOTS arriva nella stanza del Portale e decide di distruggerlo; nel frattempo Vaarsuvius, navigando attraverso dei cunicoli, tenta di impedirglielo, ma l'IFCC, sfruttando la sua parte del patto, separa la sua coscienza dal corpo, trasferendola temporaneamente all'inferno. La distruzione del Portale causa un'esplosione che distrugge la ziggurat nel momento in cui Xykon e Redcloak vi si teletrasportano; i due decidono quindi di dirigersi subito verso il Portale di Kraagor, lasciando ad un elementale il compito di uccidere l'Ordine, che viene attaccato anche da due demoni evocati da Durkon (che è sotto il controllo di Malack) e da Zz'dtri. Nale sfrutta la distrazione per attaccare e uccidere Malack mentre suo padre è lontano, offrendo poi a Durkon di unirsi a loro; il nano rifiuta, uccidendo Zz'dtri, costringendo Nale a fuggire e ricongiungendosi all'Ordine.
Nel frattempo, Tarquin ha convocato altri due membri del suo gruppo e un esercito per prendere il controllo della zona. Tarquin offre il suo aiuto ad Elan, che lo rifiuta; durante la conversazione, Nale rivela al padre che ha ucciso Malack, rifiutando qualsiasi legame con lui. Tarquin allora uccide Nale ed ordina alle sue truppe di attaccare Roy; l'Ordine riesce a resistere abbastanza per dare il tempo a Vaarsuvius di tornare dall'inferno, e riesce poi a sfuggire grazie ad un allosauro influenzato da Belkar. Tarquin, con i suoi due alleati, insegue l'Ordine fino a sconfiggerlo ma, prima che Tarquin uccida Roy, l'OOTS viene salvato da Julio Scoundrel, giunto sulla sua nave volante dopo una richiesta di Elan (all'inizio della giornata). Saliti sulla nave, l'Ordine viene attaccato di nuovo da Tarquin, che però viene sconfitto; l'OOTS inizia quindi a dirigersi verso il Portale di Kraagor. Sulla nave, Durkon riafferma la sua lealtà, e - nonostante le proteste di Belkar - Roy decide di riaccoglierlo nel gruppo, fornendo il suo sangue per tenerlo in vita. Nel punto dov'era la piramide, lo Snarl - in assenza del Portale di Girard - riesce ad attaccare i soldati di Tarquin rimasti sul luogo; contemporaneamente, Vaarsuvius riferisce a Roy del suo patto con l'IFCC. Nel frattempo, sottocoperta, il vampiro contatta Hel, divinità dei nani morti in modo disonorevole, riferendo di essere riuscito a infiltrarsi nell'Ordine e che l'anima del vero Durkon è prigioniera dentro di lui.

### Utterly Dwarfed(strisce 947-1189)
Il Mechane, la nave di Julio Scoundrel su cui l'OOTS sta viaggiando verso l'ultimo Portale, viene colpito da una tempesta. L'Alto sacerdote di Hel, possessore del corpo di Durkon, riesce a calmarla con la sua magia, ma la nave è costretta a fermarsi a Tinkertown, una città abitata da gnomi, per effettuare delle riparazioni.

### Libri esterni alla trama principale

#### On the Origin of PCs(libro 0)
Otto mesi prima dell'inizio della storia, Haley Starshine, dopo aver rubato un diamante per la gilda dei ladri di Greysky City, riceve una lettera di riscatto per suo padre; per raccogliere il denaro necessario, decide quindi di abbandonare la gilda per diventare un'avventuriera.
Diciassette anni prima dell'inizio della storia, Durkon Thundershield, chierico di Thor, riceve dal suo alto sacerdote il compito di viaggiare nelle terre umane per aiutare la comprensione tra questi e i nani, senza tornare prima che gli sia ordinato; in realtà, l'alto sacerdote lo vuole allontanare perché ha ricevuto una profezia secondo la quale Durkon porterà morte e distruzione nelle terre dei nani quando vi tornerà.
Tre settimane prima dell'inizio della storia, Elan perde il suo impiego come araldo di un paladino dopo aver rovinato la sua ennesima missione.
Tre anni prima dell'inizio della storia, Roy Greenhilt, dopo aver completato il Fighter College, si unisce ad un gruppo di avventurieri per fare esperienza prima di cercare Xykon per poterlo distruggere. Dopo aver risolto senza spargimento di sangue un problema con un gruppo di orchi, Roy lascia il gruppo, disgustato dai loro modi spietati, ma guadagna l'amicizia di Durkon, che faceva parte del gruppo ma ne era disprezzato.
Quattro giorni prima dell'inizio della storia, Vaarsuvius partecipa ad una competizione per maghi, ma un suo incantesimo provoca una grande esplosione, che distrugge oltre al loro edificio parte della prigione; Belkar, un halfling che vi era detenuto per diversi omicidi, riesce così a scappare.
Due giorni prima dell'inizio della storia, dopo essere riusciti a sapere dove si trova Xykon, Roy e Durkon ingaggiano Haley, Elan, Vaarsuvius e Belkar per distruggere il lich, incamminandosi il giorno dopo verso il castello di Dorukan.

#### Start of Darkness(libro -1)
Trentaquattro anni prima dell'inizio della storia, un gruppo di paladini della Sapphire Guard attacca un insediamento di goblin uccidendo il loro alto sacerdote. Un giovane goblin, appena entrato nel clero del dio dei goblin, indossa il suo mantello, e viene immediatamente a conoscenza dei piani del suo dio, riuscendo poi a sfuggire al massacro insieme al fratello minore, che perde l'occhio sinistro nel combattimento.
Sette anni prima dell'inizio della storia, Eugene Greenhilt racconta al figlio Roy di un segreto che custodiva: molti anni prima, aveva assistito all'assassinio del suo maestro da uno stregone, Xykon. Dopo aver giurato di vendicarsi, lo cercò per diversi anni; un giorno, ubriaco, si fece fare un tatuaggio magico che avrebbe impedito alla sua anima di accedere all'aldilà, finché Xykon non fosse stato distrutto. Dopo avere abbandonato l'avventura per essersi sposato ed avere avuto dei figli, ormai prossimo alla morte per vecchiaia, chiede al figlio di proseguire la sua vendetta poiché lui possa avere pace.
Trent'anni prima dell'inizio della storia, i due fratelli goblin incontrano un potente stregone umano di nome Xykon e, per non urtare il suo irascibile temperamento, decidono di presentarsi con due facili nomi: Redcloak (letteralmente,  "mantello rosso") e Right-Eye (letteralmente "occhio-destro") il goblin con solo l'occhio destro. I due raccontano a Xykon come i goblin siano stati creati dagli dèi per fornire punti esperienza ai membri delle razze "principali", e che il dio dei goblin - un tempo mortale - aveva scoperto un modo per minacciare gli altri dèi affinché garantissero un trattamento paritario ai goblin attraverso un essere (lo Snarl) contenuto in una faglia della realtà, chiusa da un portale, che può essere controllato attraverso un potente rituale che necessita di un incantatore divino (come Redcloak) e uno arcano (come Xykon). In realtà, il rituale non serve a questo.
Tre anni più tardi, Xykon e i goblin attaccano il portale custodito dalla druida Liran, ma vengono sconfitti da un virus presente dalla foresta che priva tutti gli incantatori dei loro poteri. Catturati e rinchiusi sottoterra, Redcloak, che conserva i suoi poteri grazie al suo mantello (un artefatto creato dal suo dio), propone a Xykon di sottoporsi al procedimento per trasformarsi in lich: in questo modo, non essendo più vivo, sarà immune al virus. Trasformatosi in lich e riacquisiti i suoi poteri, Xykon evade e affronta Liran, uccidendola e rinchiudendo la sua anima in una gemma; poco prima di essere uccisa, Lirian si lascia sfuggire che esistono altri portali. Nel frattempo, Redcloak affronta gli altri protettori della foresta, ma scatena inavvertitamente una vasto incendio che distrugge il portale. In seguito ad un'accesa discussione con Xykon, i due goblin capiscono di essersi resi servitori del lich, ormai troppo potente per essere da loro contrastato.
Sei anni dopo, Right-Eye contatta Eugene Greenhilt chiedendogli di affrontare Xykon, ma il mago rifiuta perché ha abbandonato l'avventura per dedicarsi alla famiglia. Right-Eye decide quindi di abbandonare Xykon e chiede al fratello di unirsi a lui, ma Redcloak rifiuta di abbandonare il suo piano.
Molti anni più tardi, tre anni prima dell'inizio della storia, Right-Eye si è costruito una famiglia e vive pacificamente portando i suoi figli al circo ad ammirare il misterioso Mostro dell'Oscurità. Redcloak torna dal fratello, dicendogli che Xykon se n'è andato tre anni prima senza più tornare e che deciso ad abbandonare il suo piano per il controllo dello Snarl, sostenendo di potere fare di più per la sua gente vivendo pacificamente con il fratello. La quiete dura molto poco perché, tornati a casa, Xykon riappare costringendo i due fratelli e tutto il villaggio a obbedirgli poiché ha trovato un altro portale.
Sei mesi prima dell'inizio della storia, Xykon e i goblin stanno assediando il castello di Dorukan, amante di Liran, che custodisce un portale. Il lich riesce ad attirate il mago fuori dal castello, e i due cominciano a combattere. Right-Eye confida al fratello di volere approfittare dell'occasione per distruggere Xykon con un pugnale magico, per vendircarsi del fatto che sua moglie e i suoi figli siano morti per le brame dello stregone. Redcloak, non riuscendo a dissuaderlo, decide infine a malincuore di uccidere il fratello pur di non fargli eliminare Xykon. Il lich, che nel frattempo ha avuto la meglio su Dorukan e imprigionato anche la sua anima nella gemma, torna da Redcloak rivelandogli di essersi accorto delle intenzioni di Right-Eye e di aver messo alla prova la fedeltà di Redcloak: dopo quello che ha fatto, è sicuro che non lo tradirà mai, perché vorrebbe dire avere sprecato la vita del fratello. I due, con il loro esercito, occupano quindi il castello di Dorukan.

## Personaggi

### The Order of the Stick
Roy Greenhilt
Guerriero umano veterano e capo del gruppo, di allineamento legale buono. Roy, in opposizione al cliché del guerriero stupido, è intelligente a tal punto da avere una laurea in Amministrazione del Combattimento e Battaglia, ed è sufficientemente sveglio da essere frustrato dalla stupidità del gruppo; combatte con uno spadone, in parte forgiato con un metallo proveniente da un meteorite. Ha formato il gruppo per distruggere il lich Xykon, contro il quale suo padre aveva giurato vendetta per aver ucciso il suo maestro. Durante la battaglia di Azure City è morto affrontando Xykon; una volta nell'aldilà, gli è stato permesso di accedere al paradiso finché i suoi compagni l'hanno risuscitato.
Belkar Bitterleaf
Halfling ranger (poi anche multiclasse barbaro), è violento, malvagio, egoista, di allineamento caotico malvagio. Assunto da Roy per seguire le tracce dei nemici, si è dimostrato tuttavia incapace nei più basilari compiti da ranger; il gruppo non lo abbandona a causa della convinzione di Roy di doverlo tenere sotto controllo. In seguito adotta il gatto di lord Shojo, Mr. Scruffy, come suo compagno animale.
Durkon Thundershield
Nano chierico di Thor, di allineamento legale buono, è stato esiliato dall'alto prelato di Thor dopo che una profezia ha pronosticato che sarà causa di distruzione per il suo popolo; è stato compagno di ventura di Roy per tre anni, prima che nascesse il gruppo come lo si conosce ora. Parla con un accento scozzese, e teme gli alberi tanto da attaccarli quando pensa di vederli muoversi.
Elan
Bardo umano dal comportamento allegro ma fastidioso, ha un comportamento a volte infantile, spesso senza comprendere a fondo quello che sta succedendo. È stato allevato dalla madre dopo la separazione dal padre, un signore della guerra che ha cresciuto il suo gemello malvagio, Nale. Nel corso della storia ha imparato ad usare illusioni e a combattere in maniera più competente grazie all'incontro con un famoso spadaccino, che l'ha iniziato ad un'oscura classe di prestigio (dashing swordsman, letteralmente spadaccino sfuggente); è coinvolto in una relazione amorosa con Haley.
Haley Starshine
Ladra umana, si è unita all'Order of the Stick (di cui è seconda in comando) per accumulare abbastanza denaro per pagare il riscatto del padre, dopo essere stata per alcuni anni parte di una gilda di ladri. Combatte con un arco ed è abile nell'operare furtivamente; durante l'occupazione di Azure City da parte dei goblin è stata leader di un gruppo di resistenza. Ha una relazione amorosa con Elan.
Vaarsuvius
Elfo mago, ha lasciato le sue terre per ottenere un maggior potere nella magia arcana. Si esprime spesso attraverso discorsi lunghi e convoluti; il suo sesso è intenzionalmente non chiaro. È sposato e con due figli, e per proteggere la sua famiglia dall'attacco di un drago ha accettato un patto con tre forze demoniache, al prezzo dell'uso della sua anima.

### Altri personaggi
Xykon
"Cattivo" del fumetto, è un potente lich di livello epico. Crudele e spietato, trae divertimento dalle sofferenze che infligge; ha un tasso di attenzione molto basso, ed è convinto che la sua potenza sia così superiore a quella dei suoi nemici da non richiedere l'uso di tattiche, sebbene sia abbastanza intelligente da servirsi di stratagemmi. Si è alleato con Redcloak per ottenere il controllo dei Portali che trattengono lo Snarl e, attraverso questi, dello Snarl stesso.
Redcloak
Alto prelato del dio dei goblin, al contrario di Xykon mostra di preparare in anticipo i suoi piani. Crede nel metodo sperimentale ed ha conoscenze di chimica (tanto da evocare elementali di titanio e di cloro oltre a quelli classici di aria, acqua, terra e fuoco). Pur alleato di Xykon, segue i propri piani per il benessere del popolo goblin; ha fondato su Azure City la nazione di "Gobbotopia". Il suo simbolo religioso è il filatterio di Xykon.
Mostro nell'oscurità
È un mostro di specie non specificata, senza nome, tenuto da parte da Xykon come "arma finale" per distruggere definitivamente gli eroi, non ha tuttavia mai avuto l'occasione di rivelarsi; quando non è al coperto si nasconde sotto un ombrello Hello Goblin che diffonde oscurità magica. Nonostante la sua pretesa malvagità, si mostra timido e con poca autostima; le rare volte che ha usato i suoi poteri, ha provocato un terremoto. È diventato amico di O-Chul (che chiamava Mr. Stiffly) durante la prigionia di questi.
Nale e la Linear Guild
Nale è il fratello gemello di Elan; cresciuto dal padre, nell'aspetto è identico al fratello ad eccezione di un pizzetto, mentre caratterialmente è il suo opposto: malvagio, crea complessi piani per uccidere Elan. Ha creato la Linear Guild, un gruppo di avventurieri composto da "opposti malvagi" dell'Order of the Stick: Thog (mezzorco barbaro, dal comportamento infantile ma contemporaneamente capace di uccidere senza pietà), Hilgya Firehelm (nana chierica di Loki), Zz'dtri (mago drow), Yikyik (coboldo ranger, ucciso da Belkar) e Sabine (succube mutaforma somigliante vagamente ad Haley). Inizialmente creata per impossessarsi di un talismano, il gruppo ha perso Hilgya, Zz'dtri e Yikyik nel primo scontro con l'Ordine, e Nale si è poi dedicato a ricostruirla con lo specifico scopo di uccidere tutti i membri del gruppo rivale.
Miko Miyazaki
Paladina umana della Sapphire Guard, è fanatica nei confronti del suo dovere, rigida nei suoi codici di comportamento ed è convinta che gli dèi abbiano un "piano speciale" per lei; per questo gli altri paladini della Guardia, più razionali, la mandano spesso in lunghe missioni fuori da Azure City. Viene incaricata di portare l'OOTS ad Azure City dopo che questo hanno distrutto il Portale di Dorukan; quando poi il gruppo inizia a lavorare per Lord Shojo, sente per caso parte di una conversazione tra Roy e Shojo, travisando il suo significato ed uccidendo Shojo per tradimento; in seguito a questo ha perso i suoi poteri di paladina. È morta distruggendo il Portale di Soon durante la battaglia di Azure City.
Celia
Celia è una Silfide, una specie di folletto proveniente dal piano materiale dell'aria. Assunta da Dorukan come guardiana di uno dei sigilli che proteggevano un antico amuleto, aiuta l'OOTS e poi torna a casa, iniziando gli studi per diventare avvocato. Viene chiamata per difendere il gruppo dall'accusa di aver distrutto il Portale di Dorukan; in seguito si fidanza con Roy.
Scarafaggi demoniaci
Attirati dal Mostro nell'oscurità, che ha sparso pop corn in giro, sono due piccoli scarafaggi rossi seguono costantemente Redcloak e Xykon, commentando e apprezzando le loro azioni.
Eugene Greenhilt
Padre di Roy, era un mago; dopo la sua morte, non avendo compiuto la sua vendetta distruggendo Xykon, non può accedere al paradiso e quindi si manifesta a suo figlio sotto forma di fantasma.
Tarquin e la Vector Legion
Padre di Elan e Nale, è un guerriero legale malvagio, con un gusto per il senso del drammatico. Insieme al suo gruppo di avventurieri, ha creato un complesso piano per controllare gli imperi che compongono il continente occidentale pur senza esserne formalmente a capo. I suoi compagni che compongono la Vector Legion sono: Malack (un lucertoloide vampiro chierico di Nergal), Laurin Shattersmith (una donna psion), Miron Shewdanker (incantatore umano), Jacinda (felino umanoide dotata di abilità furtive) e un sesto guerriero non ancora nominato.
The Order of the Scribble
È il gruppo di avventurieri che ha costruito e difeso i cinque portali che contengono lo Snarl, era formato da Soon Kim (paladino fondatore del gruppo e della Sapphire Guard di Azure City), Lirian (Druida Elfa cofondatrice del gruppo), Dorukan (mago umano), Girard Draketooth (illusionista/ranger), Serini Toormuck (ladra halfling) e Kraagor (nano barbaro).

## Ambientazione
Il mondo in cui è ambientato The Order of the Stick è simile a quello descritto nei manuali di Dungeons & Dragon: è medievale, presenta gli stessi mostri e ulteriori piani di esistenza da cui provengono creature infernali o celestiali.
Geograficamente, sono presenti almeno tre zone principali, le Terre settentrionali, le Terre meridionali e il Continente occidentale, ai quali corrispondono tre gruppi di dèi: rispettivamente uno ispirato agli dèi nordici, uno ai segni dello zodiaco cinese e uno alle divinità mesopotamiche. Le divinità di un quarto gruppo, corrispondente alle divinità greche, sono state uccise nel primo attacco dello Snarl, mentre altre creature hanno guadagnato uno status divino dopo la creazione del mondo (ad esempio la divinità dei goblin). Azure City, situata nelle Terre meridionali, presenta i caratteri tipici del Giappone feudale; il Continente occidentale è occupato da un grande deserto, una catena di montagne e le terre elfiche da cui proviene Vaarsuvius.
Esiste un aldilà, che è separato per persone di allineamenti diversi; quello legale buono è basato su Monte Celestia, uno dei piani della cosmologia di Dungeons & Dragons.

## Temi e caratteristiche
Buona parte dell'umorismo di The Order of the Stick è basato sui giochi di ruolo, in particolare la terza edizione di Dungeons & Dragons: i personaggi discutono liberamente le meccaniche di gioco, ad esempio i punti esperienza, i punti abilità o gli incontri casuali, e sanno di vivere in un mondo controllato da queste regole, ma tentano di conviverci, spesso cadendo nel nonsenso; a volte inoltre si riferiscono a sé stessi come PC, ovvero playing character (personaggio giocante) in opposizione agli altri, NPC (non-playing characters, personaggi non giocanti). Alcuni personaggi hanno perfino consultato alcuni manuali di gioco, per trovare mostri o le caratteristiche di una classe di prestigio. A volte sono parodiati anche degli espedienti comuni tra i giocatori o i dungeon master, come il cambiamento di tempo atmosferico prima di un incontro drammatico, o un giocatore che non completa i dettagli del background del suo personaggio.
A volte Burlew crea personaggi e situazioni specificatamente per sottolineare quelli che considera problemi comuni tra i giocatori: ad esempio ha definito la paladina Miko Miyazaki "uno dei modi peggiori per interpretare un paladino". Un altro esempio è la storia della creazione dell'universo, in cui un gruppo di dèi, litigando sul modo di creare il mondo, generano accidentalmente lo Snarl per il rifiuto di scendere a compromessi: Burlew stesso ha paragonati la storia ai contrasti che possono sorgere in un gruppo di giocatori, che possono distruggere il divertimento che hanno creato insieme.
Occasionalmente, il fumetto commenta direttamente eventi di attualità nel mondo dei giochi di ruolo: nelle ultime tre strisce apparse in Dragon, i membri dell'Order of the Stick incontrano un drago verde, figura allegorica della stessa rivista, che racconta la sua lunga storia. Due strisce hanno inoltre commemorato due dei creatori di Dungeons & Dragons, Gary Gygax e Dave Arneson, dopo la loro morte.

## Stile
Il fumetto è creato direttamente al computer attraverso il software Adobe Illustrator. Dopo essersi slogato il polso nel 2005, Burlew ha migliorato il design del cast principale, aggiungendo alcuni dettagli; gli stessi personaggi, umoristicamente, lo fanno notare in una striscia. Due varianti allo stile principale sono state usate: eventi storici, come la creazione del mondo, sono disegnati a pastello, mentre le strisce presenti nei prequel, apparse solo in stampa, sono in bianco e nero.
Sebbene generalmente le strisce siano lunghe una pagina, a volte si estendono su due o tre; inizialmente questo era riservato ad occasioni speciali (come il raggiungimento del numero 50 o del numero 200), ma in seguito è diventato più frequente.
Lo stile del fumetto è stato variamente commentato: mentre alcuni critici l'hanno elogiato, definendolo "sorprendentemente espressivo" e affermando che il fumetto non sarebbe così divertente se disegnato in un altro modo, altri l'hanno accusato di essere "meramente funzionale" o di essere "buono per qualcuno che non è realmente un artista". Burlew ha difeso il suo stile, affermando che la sua semplicità è voluta per aiutare il lettore a concentrarsi sull'umorismo.

## Critica
The Order of the Stick è stato giudicato una "lettura dovuta" per chi partecipa a giochi di ruolo, arrivando ad essere chiamato the roleplaying comic to beat ("il fumetto sul gioco di ruolo da battere"), I critici a volte citano il fatto che, senza la conoscenza delle regole dei giochi di ruolo fantasy, buona parte dell'umorismo può non essere capita, sebbene altri hanno notato che il fumetto è accessibile anche a lettori casuali grazie ai suoi personaggi e all'abbondanza dello humour basato su di essi; il fumetto è stato inoltre elogiato per la sua scrittura. In particolare sono state apprezzate le scene dell'attacco ad Azure City, che è stata definita "una guerra degna di Peter Jackson."
The Order of the Stick ha ricevuto due nomination agli Eagle Award del 2008, come Favourite Web-Based Comic e Favourite Original Graphic Novel (quest'ultimo per Star of Darkness), vincendo la prima. È inoltre stato candidato a dieci Web Cartoonists' Choice Awards, vincendone cinque:  Best Long Form Comic nel 2008 e nel 2007, Best Gaming Comic nel 2007 e Best Fantasy Comic nel 2005 (a pari merito) e nel 2006. Il  Museum of Comic and Cartoon Art ha incluso la striscia numero 443 nella sua prima mostra dedicata esclusivamente ai webcomic.
Studi sul traffico verso i siti di fumetti online, condotti sin dal maggio 2007, hanno visto The Order of the Stick costantemente tra i 10 fumetti in corso più letti.

## Raccolte
- Dungeon Crawlin' Fools, Giant in the playground, 2005. ISBN 0-9766580-0-3
- On the Origin of PCs (2005), ISBN 978-0-9766580-1-6
- No Cure for the Paladin Blues (2006), ISBN 978-0-9766580-3-0
- Start of Darkness (2008), ISBN 978-0-9766580-4-7
- War and XPs (2008),  ISBN 978-0-9766580-5-4
- Don't Split the Party (2009), ISBN 978-0-9766580-6-1
- Snips, Snails, and Dragon Tales (2011), ISBN 978-0-9766580-7-8
- Blood Runs in the Family (2014), ISBN 978-0-9766580-8-5
- Good Deeds Gone Unpunished (2018), ISBN 978-0-9766580-9-2
- Utterly Dwarfed (2019), ISBN 978-0-9854139-6-5